# Callionymus kailolae
Callionymus kailolae är en fiskart som beskrevs av Hans W. Fricke 2000. Callionymus kailolae ingår i släktet Callionymus och familjen sjökocksfiskar. Inga underarter finns listade.